# Auguste Rodin (cheval)
Auguste Rodin, né le 20 janvier 2020, est un cheval de course pur-sang irlandais. Propriété de l'écurie Coolmore, entraîné par Aidan O'Brien et monté par Ryan Moore, il réalise le doublé Derby/Irish Derby en 2023.

## Carrière de course
Poulain de grande naissance, Auguste Rodin est défait pour ses débuts au Curragh en juin, mais ne tarde pas à ouvrir son palmarès un mois plus tard à Naas. Tenu en haute estime par son entourage, il est aligné en septembre dans les Juvenile Stakes, un groupe 2 disputé à Leopardstown, où il s'impose nettement. Après quoi, Aidan O'Brien le désigne comme le principal espoir classique pour l'armada Coolmore, autant pour les 2000 Guinées que le Derby. Il confirme son talent en toute fin de saison dans le Futurity Trophy, son premier groupe 1, qu'il survole de plus de trois longueurs. Avec un rating de 118, il est officiellement le quatrième meilleur poulain d'Europe derrière deux autres élèves de Coolmore, les rapides Little Big Bear et Blackbeard, et le représentant de la casaque Abdullah Chaldean. Mais eu égards à ses prédispositions supposées pour la distance classique, il passe l'hiver dans la peau du favori du Derby 2023.

Casaque de Michael Tabor

Alors qu'au début de l'année 2023 certains spéculent sur la possibilité qu'Auguste Rodin devienne le premier poulain à boucler la Triple Couronne britannique depuis Nijinsky en 1970, une bonne douche froide vient rafraîchir les esprits. Effectuant sa rentrée directement dans les 2000 Guinées, le poulain finit à la dérive, à 22 longueurs de Chaldean. Une déconvenue radicale qu'Aidan O'Brien attribue à un voyage difficile jusqu'à Newmarket. Mais un mois plus tard Auguste Rodin prouve qu'il n'est pas un mirage et se rachète en remportant un Derby où il avait reculé à la place de deuxième favori derrière Arrest. De retour au pays, le poulain tente le doublé dans un Irish Derby qui ressemble à un galop du matin à Ballydoyle, le fief de Coolmore : six des neuf partants sont entraînés par Aidan O'Brien, qui va prendre les quatre premières places. Et si Auguste Rodin l'emporte, sa victoire laisse en bouche un goût étrange tant il peine à devancer l'outsider Adelaide River, l'un de ses leaders, qui semble davantage avoir regardé passer la star de l'écurie que d'avoir lutté contre lui.
Auguste Rodin est assurément un poulain de grande classe, mais il reste quelque chose d'insaisissable chez lui. Et sa première confrontation avec les chevaux d'âge, dans une édition des King George de haut vol, le confirme : jamais dans le rythme, il est déjà battu au début de la ligne droite et termine en perdition, au petit galop, dans le lointain. On craindrait une blessure si Ryan Moore, son jockey, ne l'avait pas arrêté. Non, le poulain a simplement connu un trou d'air et Aidan O'Brien attribue une nouvelle fois cette déroute à son aversion pour le transport aérien. Une explication un peu déroutante, mais peut-être pas si fantaisiste puisque de retour au pays Auguste Rodin se rachète dans les Irish Champion Stakes en septembre. Pourtant, ça n'est pas en train qu'Auguste Rodin rejoint Santa Anita début novembre pour la Breeders' Cup. Mais arrivant plusieurs jours en avance, le poulain a le temps de s'acclimater au soleil californien et remporte une Breeders' Cup Turf relevée devant l'Américain Up To The Mark, le Japonais Shahryar tandis que Mostahdaf, King of Steel et autres Onesto sont battus. Une victoire qu'il doit à son talent et à une monte particulièrement inspirée de Ryan Moore, qui se faufile dans un trou de souris à la corde à l'entrée de la ligne droite. Auguste Rodin en a fini de sa saison, mais dans la foulée de la Breeders' Cup Coolmore annonce qu'il reste à l'entraînement avec en point de mire la Breeders' Cup Classic 2024.  
Le programme d'Auguste Rodin passe par Dubaï et le Dubaï Sheema Classic, où il doit affronter notamment la championne japonaise Liberty Island et Rebel's Romance, le globe-trotter de Godolphin. Mais le partenaire de Ryan Moore connaît un de ces trous d'air dont il a le secret, et termine bon dernier. De retour à domicile, il est battu à la régulière par un cheval en pleine forme, White Birch, dans la Tattersalls Gold Cup. Il retrouve le chemin du succès lors du meeting de Royal Ascot en juin. Opposé à un lot de haute volée, composé notamment de la championne Inspiral et de Blue Rose Cen, certes toutes deux sur le déclin, ou du vétéran Lord North, il s'impose magnifiquement dans les Prince of Wales's Stakes, repoussant en patron les assauts des Français Zarakem et Horizon Doré, cueillant ainsi un sixième groupe 1. Mais avec lui, jamais de certitude. Dans les King George VI & Queen Elizabeth Stakes, où on lui oppose notamment le globe-trotter de Godolphin Rebel's Romance, il fait pâle figure, et termine loin de l'outsider français Goliath, vainqueur à la surprise générale devant une certaine Bluestocking, future lauréate du Prix de l'Arc de Triomphe. À la fin de l'été, c'est l'étoile montante des 3 ans, Economics, qui le prive d'un doublé dans les Irish Champion Stakes. Plutôt que s'aligner au départ du Prix de l'Arc de Triomphe, Auguste Rodin s'en va faire ses adieux au Japon, lors d'une Japan Cup relevée. Mais il y achève sa carrière par une fausse note, terminant huitième de Do Deuce. Une déception atténuée par des adieux à la japonaise, puisque Auguste Rodin a droit à sa cérémonie traditionnelle à l'issue de la réunion, devant 15 000 personnes restées pour le saluer.        

### Résumé de carrière
| Date         | Hippodrome       | Pays        | Course                                  | Statut      | Distance    | Jockey       | Place       | Écart       | Vainqueur ou deuxième |
| 2022, 2 ans  | 2022, 2 ans      | 2022, 2 ans | 2022, 2 ans                             | 2022, 2 ans | 2022, 2 ans | 2022, 2 ans  | 2022, 2 ans | 2022, 2 ans | 2022, 2 ans           |
| ------------ | ---------------- | ----------- | --------------------------------------- | ----------- | ----------- | ------------ | ----------- | ----------- | --------------------- |
| 1er juin     | Curragh          | Irlande     | Maiden                                  |             | 1 400 m     | Ryan Moore   | 2e / 9      | 2 ¼         | Crypto Force          |
| 2 juillet    | Naas             | Irlande     | Maiden                                  |             | 1 400 m     | S. Heffernan | 1er / 13    | 2           | Shadowed              |
| 10 septembre | Leopardstown     | Irlande     | Juvenile Stakes                         | Gr. 2       | 1 600 m     | Ryan Moore   | 1er / 5     | 1 ½         | Caroline Street       |
| 22 octobre   | Doncaster        | Royaume-Uni | Futurity Trophy                         | Gr. 1       | 1 600 m     | Ryan Moore   | 1er / 8     | 3 ½         | Epictetus             |
| 2023, 3 ans  |                  |             |                                         |             |             |              |             |             |                       |
| 6 mai        | Newmarket        | Royaume-Uni | 2000 Guineas                            | Gr. 1       | 1 600 m     | Ryan Moore   | 12e / 14    | 22          | Chaldean              |
| 3 juin       | Epsom            | Royaume-Uni | Derby                                   | Gr. 1       | 2 400 m     | Ryan Moore   | 1er / 14    | 1/2         | King of Steel         |
| 2 juillet    | Curragh          | Irlande     | Irish Derby                             | Gr. 1       | 2 400 m     | Ryan Moore   | 1er / 9     | 1 ½         | Adelaide River        |
| 29 juillet   | Ascot            | Royaume-Uni | King George & Queen Elizabeth St.       | Gr. 1       | 2 400 m     | Ryan Moore   | 10e / 10    | 126 ¾       | Hukum                 |
| 9 septembre  | Leopardstown     | Irlande     | Irish Champion Stakes                   | Gr. 1       | 2 000 m     | Ryan Moore   | 1er / 8     | 1/2         | Luxembourg            |
| 4 novembre   | Santa Anita Park | États-Unis  | Breeders' Cup Turf                      | Gr. 1       | 2 400 m     | Ryan Moore   | 1er / 11    | 3/4         | Up to The Mark        |
| 2024, 4 ans  |                  |             |                                         |             |             |              |             |             |                       |
| 30 mars      | Meydan           | Dubaï       | Dubaï Sheema Classic                    | Gr. 1       | 2 400 m     | Ryan Moore   | 12e / 12    | 21 ¾        | Rebel's Romance       |
| 26 mai       | Curragh          | Irlande     | Tattersalls Gold Cup                    | Gr. 1       | 2 100 m     | Ryan Moore   | 2e / 8      | 3           | White Birch           |
| 19 juin      | Ascot            | Royaume-Uni | Prince of Wales's Stakes                | Gr. 1       | 2 000 m     | Ryan Moore   | 1er / 10    | 3/4         | Zarakem               |
| 27 juillet   | Ascot            | Royaume-Uni | King George VI & Queen Elizabeth Stakes | Gr. 1       | 2 400 m     | Ryan Moore   | 5e / 9      | 11 ½        | Goliath               |
| 14 septembre | Leopardstown     | Irlande     | Irish Champion Stakes                   | Gr. 1       | 2 000 m     | Ryan Moore   | 2e / 8      | encolure    | Economics             |
| 24 novembre  | Tokyo            | Japon       | Japan Cup                               | Gr. 1       | 2 400 m     | Ryan Moore   | 8e / 14     | 4 ¼         | Do Deuce              |

## Au haras
À l'issue de sa carrière de coursier, Auguste Rodin intègre le parc d'étalons de Coolmore, en Irlande, où il fait la monte à 30 000 €. 

## Origines
Auguste Rodin est né dans la pourpre. Il appartient à la dernière génération de produits du grand champion et immense étalon japonais Deep Impact, et sa mère Rhododendron, dont il est le premier produit, elle est triple gagnante de groupe 1 à 2, 3 et 4 ans. Il s'agit d'une famille maternelle exceptionnelle, que l'on peut détailler, sans exhaustivité, à partir de la troisième mère de Auguste Rodin, Cassandra Go, sprinteuse de talent, lauréate des King's Stand Stakes (Gr.2), des Temple Stakes (Gr.2) et des King Georges Stakes (Gr.3), sœur de Verglas (Highest Honor), vainqueur des Coventry Stakes (Gr.3), deuxième des 2000 Guinées irlandaises et troisième des Phoenix Stakes. Cassandra Go a produit :
- Theann (2004, Rock of Gibraltar) : Summer Stakes (Gr.3), 3e 1000 Guineas Trial Stakes (Gr.3), Greenlands Stakes (Gr.3), mère de : 
  - Land Force (No Nay Never) : Richmond Stakes (Gr.2), 3e Norfolk Stakes (Gr.2).
  - Photo Call (Galileo) : Rodeo Drive Stakes. (Gr.1), First Lady Stakes (Gr.1).
- Halfway to Heaven (Pivotal) : 1000 Guinées Irlandaises, Nassau Stakes, Sun Chariot Stakes, troisième de la Poule d'Essai des Pouliches derrière les légendaires Zarkava et Goldikova. Mère de : 
  - Magical (Galileo) : British Champions Fillies' and Mares' Stakes, Tattersalls Gold Cup (x2), Irish Champion Stakes (x2), Champion Stakes, Pretty Polly Stakes, 2e Breeders' Cup Turf (x2), Prince of Wales's Stakes, Eclipse Stakes, Yorkshire Oaks, International Stakes, 3e Champion Stakes, Hong Kong Vase.
  - Flying The Flag (Galileo) : International Stakes (Gr.3), 2e Futurity Stakes (Gr.2).
  - Rhododendron (Galileo) : Fillies' Mile, Prix de l'Opéra, Lockinge Stakes, 2e 1000 Guinées, Oaks, Breeders' Cup Filly & Mare Turf. Mère de :
    - Auguste Rodin

### Pedigree
| Origines de Auguste Rodin (IRE), mâle bai né en 2020 | Origines de Auguste Rodin (IRE), mâle bai né en 2020 | Origines de Auguste Rodin (IRE), mâle bai né en 2020 | Origines de Auguste Rodin (IRE), mâle bai né en 2020 |
| ---------------------------------------------------- | ---------------------------------------------------- | ---------------------------------------------------- | ---------------------------------------------------- |
| Père Deep Impact 2002                                | Sunday Silence 1986                                  | Halo                                                 | Hail to Reason                                       |
| Père Deep Impact 2002                                | Sunday Silence 1986                                  | Halo                                                 | Cosmah                                               |
| Père Deep Impact 2002                                | Sunday Silence 1986                                  | Wishing Well                                         | Understanding                                        |
| Père Deep Impact 2002                                | Sunday Silence 1986                                  | Wishing Well                                         | Mountain Flower                                      |
| Père Deep Impact 2002                                | Wind in Her Hair 1991                                | Alzao                                                | Lyphard                                              |
| Père Deep Impact 2002                                | Wind in Her Hair 1991                                | Alzao                                                | Lady Rebecca                                         |
| Père Deep Impact 2002                                | Wind in Her Hair 1991                                | Burghclere                                           | Busted                                               |
| Père Deep Impact 2002                                | Wind in Her Hair 1991                                | Burghclere                                           | Highclere                                            |
| Mère Rhododendron 2009                               | Galileo 1998                                         | Sadler's Wells                                       | Northern Dancer                                      |
| Mère Rhododendron 2009                               | Galileo 1998                                         | Sadler's Wells                                       | Fairy Bridge                                         |
| Mère Rhododendron 2009                               | Galileo 1998                                         | Urban Sea                                            | Miswaki                                              |
| Mère Rhododendron 2009                               | Galileo 1998                                         | Urban Sea                                            | Allegretta                                           |
| Mère Rhododendron 2009                               | Halfway to Heaven 2005                               | Pivotal                                              | Polar Falcon                                         |
| Mère Rhododendron 2009                               | Halfway to Heaven 2005                               | Pivotal                                              | Fearless Revival                                     |
| Mère Rhododendron 2009                               | Halfway to Heaven 2005                               | Cassandra Go                                         | Indian Ridge                                         |
| Mère Rhododendron 2009                               | Halfway to Heaven 2005                               | Cassandra Go                                         | Rahaam (famille 3-d)                                 |